# David Nepomuceno
David Nepomuceno (Oas, 9 maggio 1900 – 27 settembre 1939) è stato un velocista filippino, primo atleta del suo paese a prendere parte ai Giochi olimpici.

## Biografia
Fu portabandiera, nonché unico rappresentante del suo paese, alle Olimpiadi di Parigi 1924, in occasione della prima partecipazione delle Filippine ai Giochi. Gareggiò nei 100 e nei 200 metri, venendo eliminato in batteria.
Nel 1925, ai VII Giochi dell'Estremo Oriente svoltisi a Manila, vinse l'oro sui 200 metri e l'argento sui 100. Nella successiva edizione di due anni dopo, a Shanghai, vinse invece l'oro sui 100 metri e il bronzo sui 200.
Il suo record personale sui 100 metri fu di 10"6, a due decimi dal primato mondiale dell'epoca.

## Palmarès
| Anno | Manifestazione              | Sede     | Evento                   | Risultato | Prestazione | Note |
| ---- | --------------------------- | -------- | ------------------------ | --------- | ----------- | ---- |
| 1925 | Giochi dell'Estremo Oriente | Manila   | 100 metri piani          | Argento   |             |      |
| 1925 | Giochi dell'Estremo Oriente | Manila   | 200 metri in linea retta | Oro       | 22"5        |      |
| 1927 | Giochi dell'Estremo Oriente | Shanghai | 100 metri piani          | Oro       | 11"0        |      |
| 1927 | Giochi dell'Estremo Oriente | Shanghai | 200 metri in linea retta | Bronzo    |             |      |